# Oldřich Prefát z Vlkanova
Oldřich Prefát z Vlkanova (Ulrich Prefat von Vlkanov) (* 12. Mai 1523 in Prag; † 26. Juni 1565 ebenda) war ein böhmischer Mathematiker und Reisender.

## Leben
Ulrich stammte aus einer vermögenden Prager Familie. Er studierte zunächst in Prag von 1540 bis 1542 an den Akademien in Wittenberg, Leipzig, Ingolstadt, Venedig und 1550 Mathematik in Rom. Nach seinen Reisen 1546 bis 1547 durch Palästina und 1552 durch Spanien ließ er sich endgültig in Prag am Kohlenmarkt (Uhelný trh) nieder. Hier gründete er eine Werkstatt für mathematische, astronomische und technische Instrumente.

## Werke
- Cesta z Prahy do Benátek a odtud potom po moři až do Palestyny, to jest do krajiny někdy Židovské, země Svaté, do města Jeruzaléma k Božímu hrobu, kteraužto cestu s pomocí Pána Boha všemohúcího šťastně vykonal Voldřich Prefát z Vlkanova léta Páně MDXXXXVI. – Es handelt sich hier um die detaillierte Beschreibung seiner Reise durch Europa und Palästina.